# (32131) Ravindran
2000 LQ16 (asteroide 32131) é um asteroide da cintura principal. Possui uma excentricidade de 0.10194030 e uma inclinação de 6.95113º.
Este asteroide foi descoberto no dia 4 de junho de 2000 por LINEAR em Socorro.